# Lääne-Saare
Lääne-Saare (Lääne-Saare vald) ist eine ehemalige Landgemeinde im estnischen Kreis Saare auf der größten estnischen Insel Saaremaa. 2017 fusionierten alle Gemeinden auf Saaremaa zur neuen Landgemeinde Saaremaa.

## Beschreibung
Die Landgemeinde Lääne-Saare wurde im Dezember 2014 im Zuge einer Verwaltungsreform gegründet. Sie entstand aus einem Zusammenschluss der bisherigen Gemeinden Kaarma, Kärla und Lümanda. Der Verwaltungssitz befand sich in der Inselhauptstadt Kuressaare.
Sie grenzte an die Stadt Kuressaare sowie die Landgemeinden Salme, Mustjala, Leisi, Kihelkonna und Pihtla. Die Küstenlinie zur Ostsee war 202 Kilometer lang.

## Wappen
Das Wappen der Landgemeinde zeigte den Nordstern als Jahrhunderte alten Orientierungspunkt für Seefahrer und Wegesucher. Die Wellenlinien symbolisierten die Nähe zum Meer.

## Dörfer
Zur Landgemeinde Lääne-Saare gehörten die Dörfer Abruka, Anepesa, Anijala, Ansi, Arandi, Aste (Aste alevik), Aste (Aste küla), Asuküla, Atla, Aula-Vintri, Austla, Eeriksaare, Eikla, Endla, Haamse, Hakjala, Himmiste, Hirmuste, Hübja, Irase, Jootme, Jõe, Jõempa, Jõgela, Kaarma, Kaarma-Kirikuküla, Kaarmise, Käesla, Käku, Kärdu, Kärla-Kirikuküla, Kärla-Kulli, Kärla, Kaisvere, Kandla, Karala, Karida, Kasti, Kaubi, Kellamäe, Keskranna, Keskvere, Kipi, Kiratsi, Kogula, Koidu, Koidula, Koimla, Koki, Koovi, Kõrkküla, Kotlandi, Kudjape, Kuke, Kungla, Kuuse, Kuusnõmme, Laadjala, Laheküla, Laoküla, Leedri, Lilbi, Lümanda, Lümanda-Kulli, Mändjala, Mätasselja, Maleva, Meedla, Metsaküla, Metsapere, Mõisaküla, Mõnnuste, Mullutu, Muratsi, Nasva, Nõmme, Nõmpa, Õha, Pähkla, Pärni, Paevere, Paiküla, Paimala, Parila, Piila, Põlluküla, Praakli, Randvere, Riksu, Saia, Sauvere, Sepa, Sikassaare, Sõmera, Tahula, Tamsalu, Taritu, Tõlli, Tõrise, Tõru, Uduvere, Ulje, Unimäe, Upa, Vahva, Vaivere, Vana-Lahetaguse, Vantri, Varpe, Vatsküla, Vendise, Vennati, Vestla, Viidu und Viira.

## Geographie
Zur Landgemeinde gehörten neben dem See Kiresilm die estnischen Ostsee-Inseln Abruka, Väike-Tulpe, Vahase, Nootamaa und Kasselaid sowie weitere kleine Eilande.

## Bilder

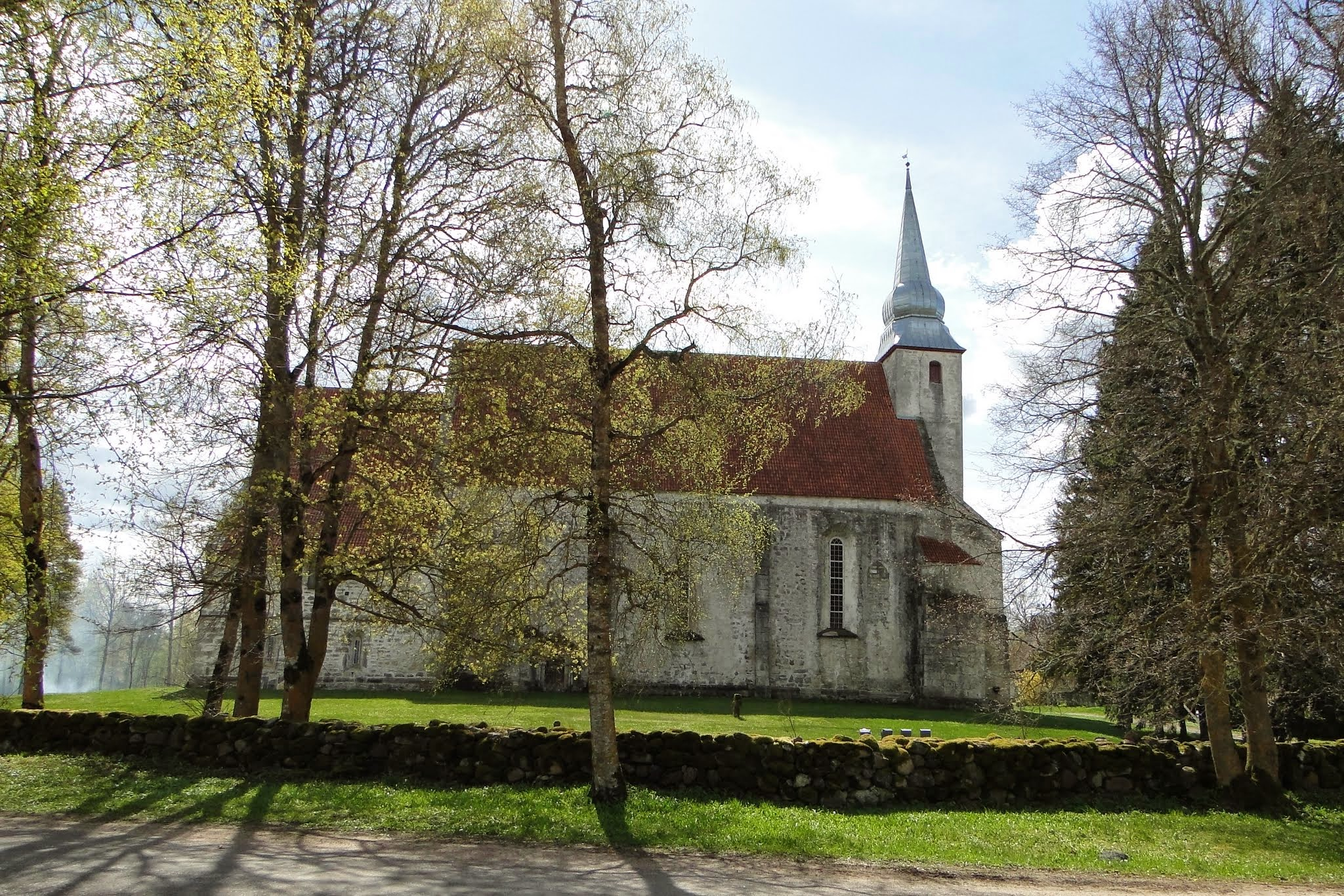
Kirche von Kaarma
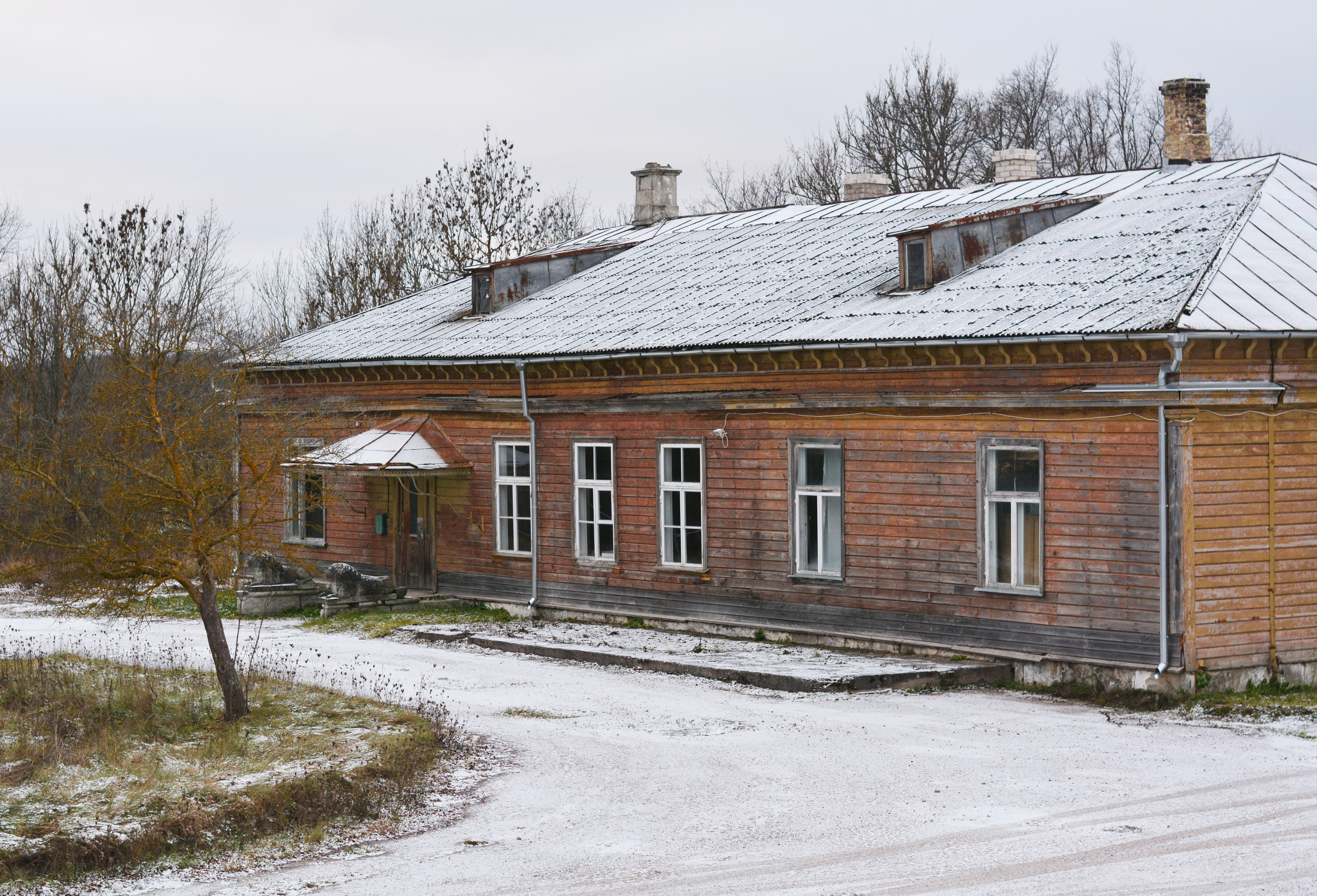
Gutshaus von Sikassaare
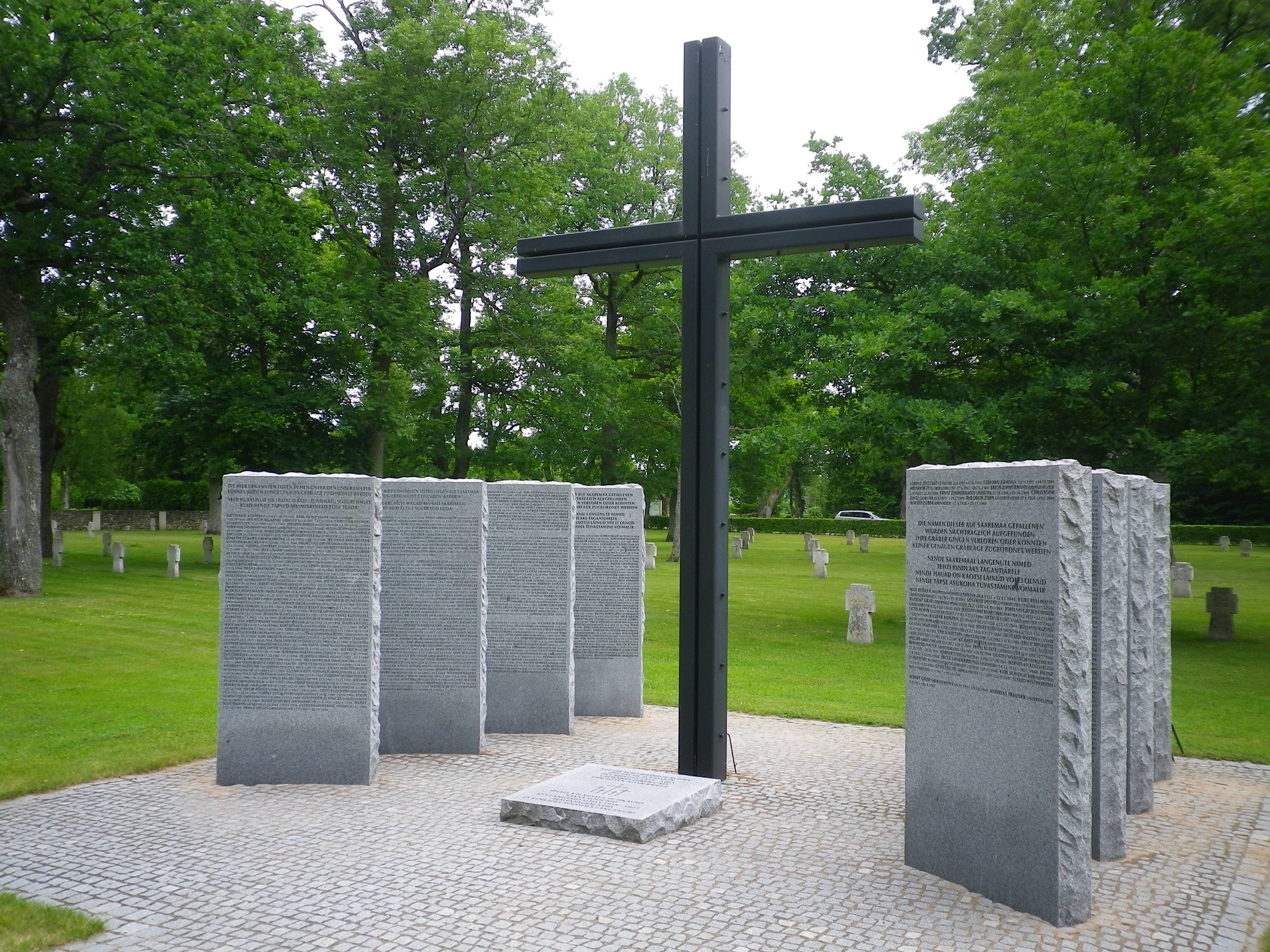
Deutscher Soldatenfriedhof in Kudjape
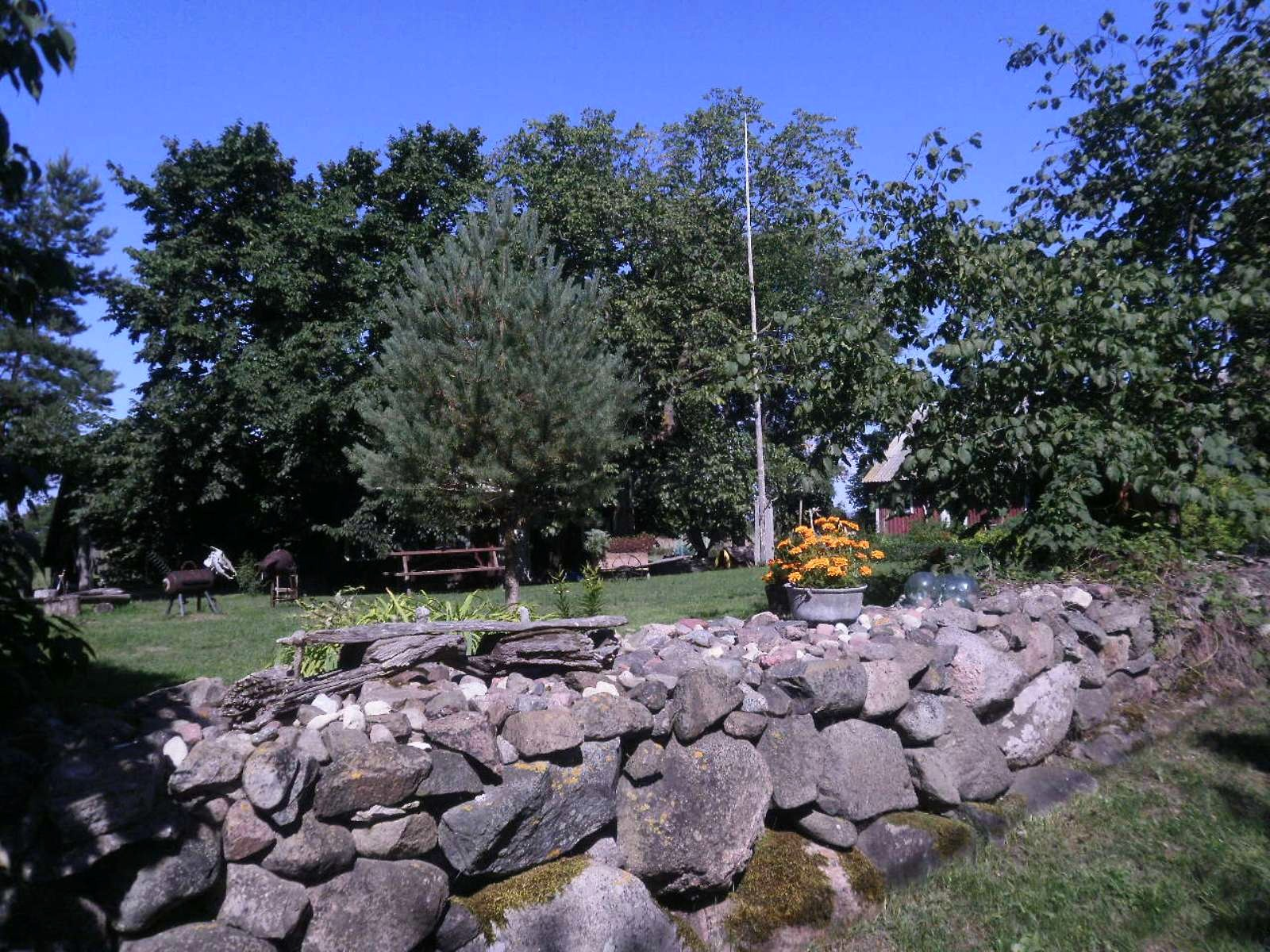
Insel Abruka
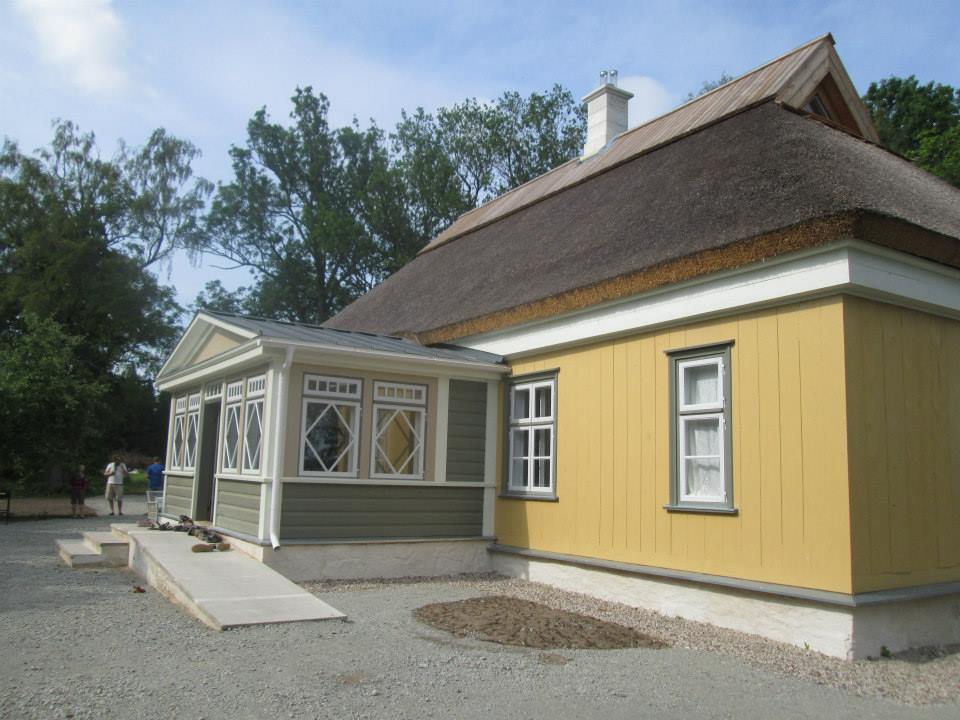
Herrenhaus von Kotlandi
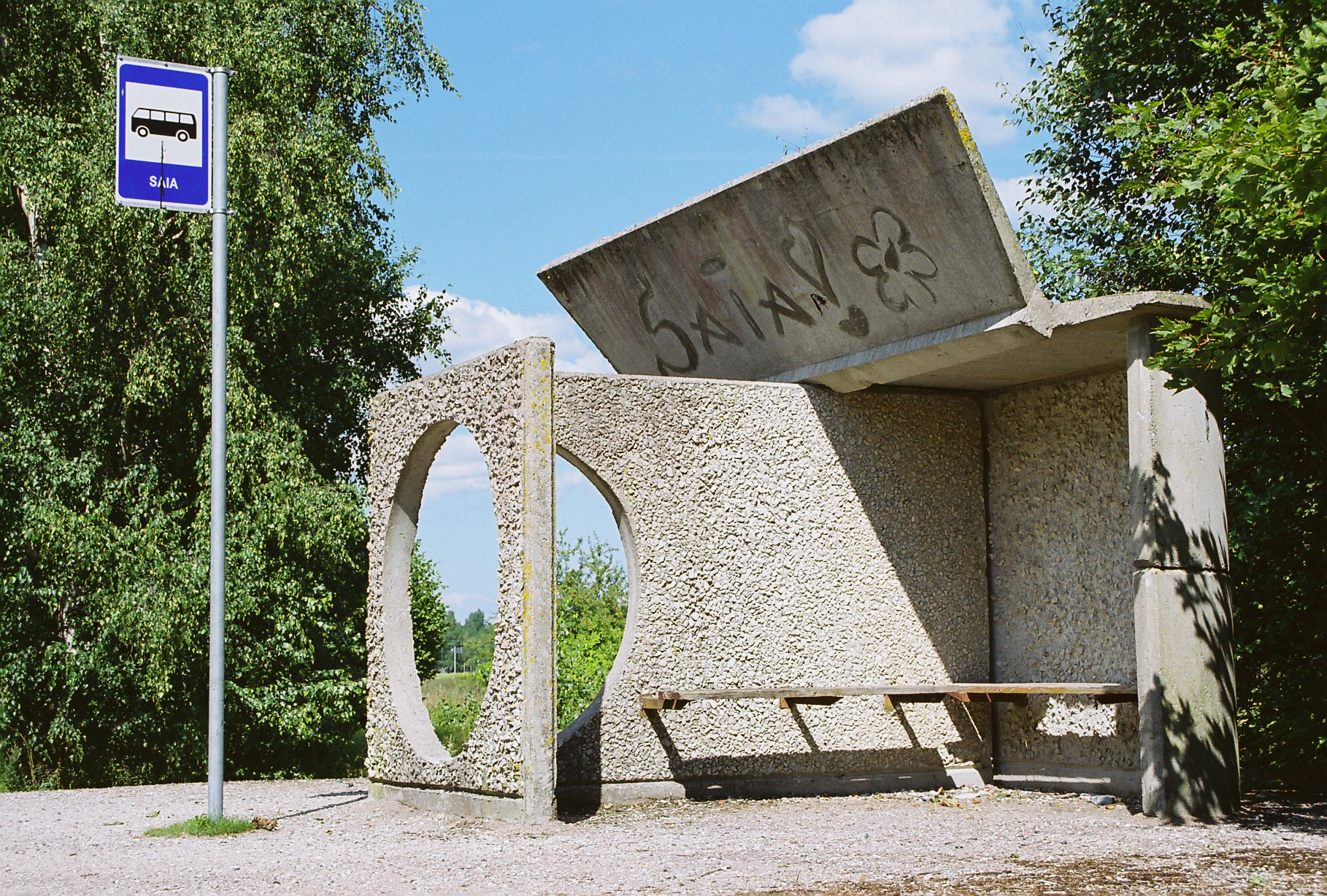
Bushaltestelle bei Saia
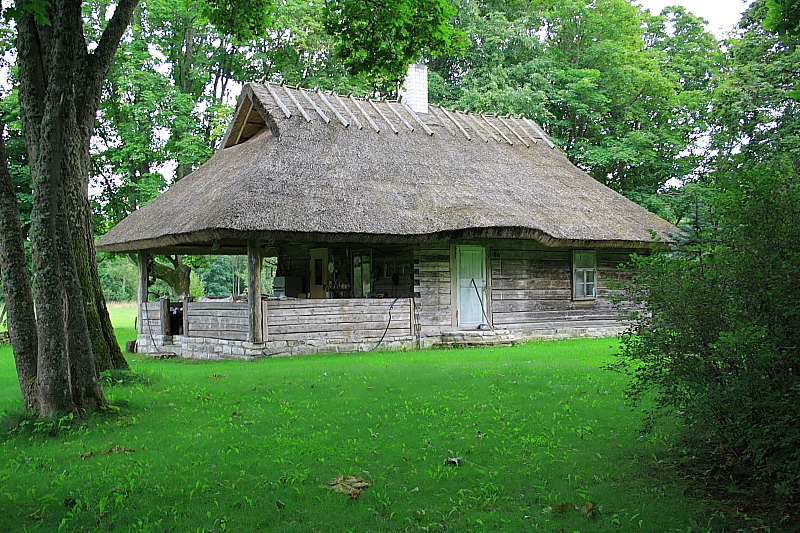
Geburtshaus des Schriftstellers August Mälk in Kipi